# Бейліс (Іллінойс)
Бейліс (англ. Baylis) — селище (англ. village) в США, в окрузі Пайк штату Іллінойс. Населення — 172 особи (2020).

## Географія
Бейліс розташований за координатами 39°43′46″ пн. ш. 90°54′33″ зх. д. / 39.72944° пн. ш. 90.90917° зх. д. (39.729436, -90.909283).  За даними Бюро перепису населення США в 2010 році селище мало площу 1,21 км², уся площа — суходіл.

## Демографія
Згідно з переписом 2010 року, у селищі мешкало 205 осіб у 82 домогосподарствах у складі 57 родин. Густота населення становила 169 осіб/км².  Було 100 помешкань (82/км²).
Расовий склад населення:
| - 99,5 % — білих |

До двох чи більше рас належало 0,0 %. Частка іспаномовних становила 2,0 % від усіх жителів.
За віковим діапазоном населення розподілялося таким чином: 20,5 % — особи молодші 18 років, 64,9 % — особи у віці 18—64 років, 14,6 % — особи у віці 65 років та старші. Медіана віку мешканця становила 41,4 року. На 100 осіб жіночої статі у селищі припадало 93,4 чоловіків;  на 100 жінок у віці від 18 років та старших — 96,4 чоловіків також старших 18 років.
Середній дохід на одне домашнє господарство  становив 32 055 доларів США (медіана — 25 417), а середній дохід на одну сім'ю — 38 735 доларів (медіана — 31 250). За межею бідності перебувало 17,9 % осіб, у тому числі 41,2 % дітей у віці до 18 років та 6,5 % осіб у віці 65 років та старших.
Цивільне працевлаштоване населення становило 89 осіб. Основні галузі зайнятості: освіта, охорона здоров'я та соціальна допомога — 37,1 %, роздрібна торгівля — 16,9 %, виробництво — 11,2 %, мистецтво, розваги та відпочинок — 11,2 %.